# Краснопевцев Семен Олександрович
Семен Олександрович Краснопевцев (15 лютого 1896 — 26 квітня 1954) — радянський військовий діяч, генерал-полковник артилерії. Кандидат у члени ЦК КП(б)У в 1949—1952 роках.

## Біографія
Народився в селі Большиє Колодязі (тепер Веньовського району Тульської області, РФ) у селянській родині. У 1915 році закінчив Костянтинівське військове училище, учасник Першої світової війни.
З 1918 р. — служба у Червоній армії. Учасник Громадянської війни: служив командиром взводу. У 1920 році брав участь у радянсько-польській війні, командував батареєю, потім дивізіоном, полком.
У 1926 році закінчив Курси удосконалення командного складу.
З листопада 1926 р. — помічник командира 11-го польового важкого артилерійського полку по стройовій частині, з листопада 1928 року — помічник командира 16-го корпусного артилерійського полку.
У 1932 році закінчив Військову академію РСЧА імені Фрунзе.
З червня 1933 року — помічник начальника артилерії 7-го стрілецького корпусу.
З травня 1934 року — старший керівник кафедри артилерії, з січня 1937 року — старший викладач кафедри озброєння і техніки Військової академії РСЧА імені Фрунзе.
Учасник радянсько-фінської війни. З грудня 1939 року — старший помічник начальника артилерії 13-ї армії. У 1940 році був призначений заступником командувача 2-го корпусу Протиповітряної оборони у місті Ленінграді.
Член ВКП(б) з 1940 року.
Учасник німецько-радянської війни з 1941 року. У липні 1941 року — командувач артилерії Лузькой оперативної групи, з липня 1941 року — начальник штабу артилерії Північного фронту, з вересня 1941 року — начальник штабу артилерії Ленінградського фронту, з листопада 1941 року — командувач артилерії 8-ї армії, брав участь в Ленінградській стратегічній оборонній операції.
З квітня 1942 року — командувач артилерії Північно-Кавказького напряму (з травня 1942 року — Північно-Кавказького фронту), брав участь в Битві за Кавказ. З листопада 1942 року — командувач артилерії 2-ї гвардійської армії Південного фронту, брав участь у Сталінградській битві.
З березня 1943 року — командувач артилерії Південного фронту (з 20 жовтня 1943 року — 4-го Українського фронту), брав участь у Донбаській операції, Битві за Дніпро, Нікопольсько-Криворізькій наступальній операції, Кримській операції.
З травня 1944 року — командувач артилерії 3-го Прибалтійського фронту, брав участь у Тартуській і Прибалтійській операціях.
Після війни командував артилерією Київського військового округу. Потім служив начальником штабу — заступником командувача артилерії Радянської армії.
До квітня 1954 року — командувач артилерії Ленінградського військового округу.
Похований у Ленінграді (Санкт-Петербурзі) на Богословському кладовищі.

## Звання
- підпоручник
- комбриг (5.02.1939)
- генерал-майор артилерії (4.06.1940)
- генерал-лейтенант артилерії (7.06.1943)
- генерал-полковник артилерії (3.04.1944)

## Нагороди
- два ордени Леніна
- чотири ордени Червоного Прапора (,16.05.1944)
- орден Кутузова 2-го ст. (31.03.1943)
- орден Суворова 2-го ст. (22.12.1943)
- орден Богдана Хмельницького 1-го ст. (11.02.1944)
- орден Червоної Зірки
- ордени
- медалі